# 日本のテレビアニメ作品一覧 (ら行)
- アニメ > テレビアニメ > 日本のテレビアニメ作品一覧 > 日本のテレビアニメ作品一覧 (ら行)
- アニメ > アニメ作品一覧 > 日本のテレビアニメ作品一覧 > 日本のテレビアニメ作品一覧 (ら行)

日本のテレビアニメ作品一覧 (ら行)（にほんのテレビアニメさくひんいちらん (らぎょう)）は「ら行」で始まる日本のテレビアニメ作品一覧。

## ら
- ラーゼフォン - ボンズ
- ラーメン赤猫 -  E&H production
- ラーメン大好き小泉さん - Studio五組、AXsiZ
- ライアー・ライアー - GEEKTOYS
- ライザのアトリエ 〜常闇の女王と秘密の隠れ家〜 - ライデンフィルム
- ライジングインパクト- Lay-duce
- 来世は他人がいい - スタジオディーン
- ライチDE光クラブ - 勝鬨スタジオ、ベルズンウィッスル
- ライブオン CARDLIVER 翔 - トムス・エンタテインメント
- ライフル・イズ・ビューティフル - Studio 3Hz
- らいむいろ戦奇譚 - スタジオ雲雀
  - らいむいろ流奇譚 X CROSS 〜恋、オシヘテクダサイ。〜 - A.C.G.T
- らき☆すた -京都アニメーション
- ラクエンロジック - 動画工房
- 落語天女おゆい - TNK
- 落第騎士の英雄譚 - SILVER LINK. / Nexus
- ラグナクリムゾン - SILVER LINK.
- ラストエグザイル-銀翼のファム- - GONZO
- ラストピリオド -終わりなき螺旋の物語- - J.C.STAFF
- ラ・セーヌの星 - 創映社
- ラディアン - Lerche
  - ラディアン　第2シリーズ - Lerche
- ラブオールプレー - 日本アニメーション・OLM
- ラブ米 -WE LOVE RICE- - エンカレッジフィルムズ
- ラブ★コン - 東映アニメーション
- ラブゲッCHU 〜ミラクル声優白書〜 - RADIX ACE ENTERTAINMENT
- らぶドル 〜Lovely Idol〜 - TNK、AIC A.S.T.A.
- ラブひな - XEBEC
- ラブライブ! - サンライズ
  - ラブライブ!サンシャイン!! - サンライズ
  - ラブライブ!虹ヶ咲学園スクールアイドル同好会 - サンライズ
- ラブライブ！スーパースター!!（第1期）- サンライズ
  - ラブライブ！スーパースター!!（第2期）- サンライズ
  - ラブライブ！スーパースター!!（第3期）- サンライズ
- 恋愛ラボ - 動画工房
- ラムネ - トライネットエンタテインメント、ピクチャーマジック
- ランウェイで笑って - Ezo'la
- ランス・アンド・マスクス - Studio五組
- らんぽう - 土田プロダクション
- 乱歩奇譚 Game of Laplace - Lerche
- らんま1⁄2（1989年版・第1期）- キティ・フィルム
  - らんま1⁄2 熱闘編（1989年版・第2期）- キティ・フィルム
  - らんま1⁄2 （2024年版）-  MAPPA

## り
- リアデイルの大地にて - MAHO FILM
- リーマンズクラブ - ライデンフィルム
- 陸上防衛隊まおちゃん - XEBEC
- 理系が恋に落ちたので証明してみた。 - ゼロジー
  - 理系が恋に落ちたので証明してみた。r=1-sinθ - ゼロジー
- リコーダーとランドセル ド♪ - セブン
  - リコーダーとランドセル レ♪ - セブン
  - リコーダーとランドセル ミ☆ - セブン
- リコリス・リコイル - A-1 Pictures
- リストランテ・パラディーゾ - david production
- りぜるまいん - マッドハウス
- リトルウィッチアカデミア - TRIGGER
- リトルバスターズ! - J.C.STAFF
  - リトルバスターズ! 〜Refrain〜 - J.C.STAFF
- リボンの騎士 - 虫プロ
- 隆一まんが劇場 おんぶおばけ - エイケン
- りゅうおうのおしごと! - project No.9
- 龍ヶ嬢七々々の埋蔵金 - A-1 Pictures
- 流星戦隊ムスメット - TNK
- リルリルフェアリル〜妖精のドア〜 - スタジオディーン
  - リルリルフェアリル〜魔法の鏡〜 - スタジオディーン
  - おしえて魔法のペンデュラム～リルリルフェアリル～ - スタジオディーン
- リンカイ! - トムス・エンタテインメント／第6スタジオ
- リングにかけろ1 - 東映アニメーション
  - リングにかけろ1 日米決戦編 - 東映アニメーション
- 臨死!!江古田ちゃん - 手塚プロダクション、ゼロジーなど
- 輪廻のラグランジェ - XEBEC

## る
- ループ7回目の悪役令嬢は、元敵国で自由気ままな花嫁生活を満喫する - スタジオKAI、HORNETS
- ルパン三世 (TV第1シリーズ) - 東京ムービー
  - ルパン三世 (TV第2シリーズ) - 東京ムービー
  - ルパン三世 PARTIII - 東京ムービー
  - ルパン三世 TVスペシャル（金曜特別ロードショー） - 東京ムービー
  - LUPIN the Third -峰不二子という女- - トムス・エンタテインメント
  - ルパン三世 PART IV - トムス・エンタテインメント
  - ルパン三世 PART5 - トムス・エンタテインメント
  - ルパン三世 PART6 - トムス・エンタテインメント
- るろうに剣心 -明治剣客浪漫譚-（1996年版）- ぎゃろっぷ、スタジオディーン
  - るろうに剣心 -明治剣客浪漫譚-（2023年版）- ライデンフィルム
  - るろうに剣心 -明治剣客浪漫譚- 京都動乱（2023年版）- ライデンフィルム

## れ
- 霊剣山　星屑たちの宴 - スタジオディーン
  - 霊剣山 叡智への資格 - スタジオディーン
- レイトン ミステリー探偵社 〜カトリーのナゾトキファイル〜 - ライデンフィルム
- 令和のデ・ジ・キャラット - ライデンフィルム
- レインボー戦隊ロビン - スタジオ・ゼロ、東映動画
- レーカン! - ぴえろプラス
- 歴史に残る悪女になるぞ - MAHO FILM
- レジェンズ 甦る竜王伝説 - ウィズ、ぎゃろっぷ
- 烈火の炎 - スタジオぴえろ
- レディジョージィ - 東京ムービー
- レッドバロン - 東京ムービー
- れでぃ×ばと! - XEBEC
- レディレディ!! - 東映動画
- レベルE - ぴえろ、david production
- レベル1だけどユニークスキルで最強です - MAHO FILM
- レ・ミゼラブル 少女コゼット - 日本アニメーション
- レヱル・ロマネスク - アムモ98
- レレレの天才バカボン - ぴえろ
- 恋愛フロップス - パッショーネ
- 恋愛暴君 - EMTスクエアード
- 錬金3級 まじかる?ぽか〜ん - REMIC
- レンタルマギカ - ゼクシズ
- 連盟空軍航空魔法音楽隊ルミナスウィッチーズ - シャフト

## ろ
- ロウきゅーぶ! - project No.9×Studio Blanc
  - ロウきゅーぶ!SS - project No.9
- 老後に備えて異世界で8万枚の金貨を貯めます - FelixFilm
- ローゼンメイデン - ノーマッド
  - ローゼンメイデン トロイメント - ノーマッド
  - ローゼンメイデン オーベルテューレ - ノーマッド
- ロード・エルメロイII世の事件簿 -魔眼蒐集列車 Grace note- - TROYCA
- ロードス島戦記-英雄騎士伝- - AIC
- ローリング☆ガールズ - WIT STUDIO
- 六畳間の侵略者!? - シルバーリンク
- 六神合体ゴッドマーズ - 東京ムービー
- 鹿楓堂よついろ日和 - ZEXCS
- ロクでなし魔術講師と禁忌教典 - ライデンフィルム
- ログ・ホライズン - サテライト→スタジオディーン
  - ログ・ホライズン 円卓崩壊 - スタジオディーン
- 六門天外モンコレナイト - スタジオディーン
- ロケットガール - ムークDLE
- ロザリオとバンパイア - GONZO
  - ロザリオとバンパイアCAPU2 - GONZO
- ロスト・ユニバース - イージーフィルム
- 六花の勇者 - パッショーネ
- ロックマンエグゼ - XEBEC
  - ロックマンエグゼAXESS（ - アクセス） - XEBEC
  - ロックマンエグゼStream（ - ストリーム） - XEBEC
  - ロックマンエグゼBEAST（ - ビースト） - XEBEC
  - ロックマンエグゼBEAST+ - XEBEC
- 六法やぶれクン - 東京ムービー
- ロビーとケロビー -A-1 Pictures
- ロビンフッドの大冒険 - タツノコプロ
- ロボカーポリー - Studio DARDA
- ロボタン - 大広プロ
- ろぼっ子ビートン - 東北新社
- ロボットガールズZ - 東映アニメーション
- ロミオ×ジュリエット - GONZO
- ロミオの青い空 - 日本アニメーション
- ろんぐらいだぁす! - アクタス